# ريناتا غوتشل
ريناتا غوتشل (بالألمانية: Renate Götschl) هي متزلجة منحدرات ثلجية نمساوية سابقة ولدت في يوم 6 أغسطس 1975 في بلدة يودنبورغ في النمسا، أبرز إنجازاتها هو فوزها بالميدالية الفضية في التزلج المدمج وبالميدالية البرونزية في الداونهيل في دورة الألعاب الأولمبية الشتوية 2002 في سالت ليك في الولايات المتحدة، وعلى صعيد بطولات العالم فقد تمكنت من إحراز 9 ميداليات منها 3 ذهبية و4 برونزية وميداليتان برونزيتان.

## روابط خارجية
- ريناتا غوتشل على موقع الاتحاد الدولي للتزلج (التزلج على المنحدرات الثلجية) (الإنجليزية)
- ريناتا غوتشل على موقع أوليمبيديا (الإنجليزية)